# Debreceni Labdarúgó Akadémia
A Debreceni Labdarúgó Akadémia (rövid nevén: DLA) egy 2010-ben létrejött labdarúgó utánpótlás-nevelő egyesület Debrecenben. Az akadémiának három tulajdonosa van: a DVSC Futballszervező Zrt., Debrecen Megyei Jogú Város Önkormányzata és a Debreceni Egyetem.

## Céljai
A Debreceni Labdarúgó Akadémiának arra törekszik, hogy régiójának futballközpontja legyen, minél nagyobb merítési bázissal rendelkezzen, a határon túli magyar gyerekeket is betervezve. A debreceni labdarúgás bázisának további szélesítését szolgálja a DLA és a DVSC Futball Szervező Zrt. által elindított alközponti program, melynek keretében kisebb, lehetőség szerint határ menti városokkal, településekkel az utánpótlás képzés fejlesztésére irányuló, jogi keretek közé foglalt együttműködést alakítanak ki. Ilyen, a magas szintű tehetséggondozást segítő szorosabb együttműködés jött létre Hajdúszoboszló, Hajdúnánás, Nyíradony, Tarpa község és Csenger város labdarúgó sportszervezeteivel, illetve Tiszaújváros és Szarvas csapataival. A közös munka súlyát jelzi, hogy a megállapodásokat Debrecen város és az alközponti települések polgármesterei is minden esetben aláírásukkal szentesítették.

## A létesítmény
Az edzőközpont Debrecen-Pallagon, a Debreceni Egyetem által biztosított 13 hektár méretű területen helyezkedik el. A közel kétezer négyzetméter alapterületű létesítmény alapkövét 2012. március közepén rakták le, majd bő egy évvel később, 2013. április 27-én ünnepélyes keretek között adták át. A beruházás összköltsége 1,4 milliárd forint volt, melyből a város 300, a DVSC Futballszervező Zrt. 150 millió forintot vállalt, a fennmaradó összeget pedig a társasági adó felajánlásokból fedezték.

## Infrastruktúra
- 8 db 105x68 m méretű füves – közte 1 db centerpálya[2]
- 1 db 105x68 m méretű műfüves pálya
- 4 db 30x40 m játékterű műfüves pálya
- 1 db 40x68 m méretű műfüves technikai tesztpálya
- 1 db 70x60m műfüves pálya, mely a téli hónapokban befedhető lesz
- 100 férőhelyes parkoló
- kétszintes öltözőépület és klubház kialakítása
- 12 öltöző (22 m²/öltöző) + zuhanyzók
- 1 öltöző (50 m²) + kiszolgáló helyiségek
- adminisztrációs helyiségek (2 iroda és titkárság), büfé
- várótér szülők részére
- épületgépészeti és karbantartó helyiségek
- előadóterem
- kondicionáló terem, terasz
- edzői öltözők (2 db)
- edzői és technikai vezetői irodák (3 db)

## Adatok
- Teljes név: Debreceni Labdarúgó Akadémia Nonprofit Zrt.
- Törzstőke: 9 millió forint
- Megalakulás időpontja: 2010. július 7.
- Alapkő letétel: 2012. március 19.[3]
- Elkészült: 2013. április 27.[4]
- Építési költség: 1,4 milliárd forint[4]
- Pályák felületének nagysága: 21 000 m²[5]
- Épület alapterület: 1 900 m²[4]
- Ügyvezető: Herczeg András[6]
- Technikai vezető: Vadicska Zsolt